# Олаф Верелій
Олаф або Олоф Верелій (швед. Olaus или Olof Verelius; 12 лютого 1618 року, Хесселбю, Йончепінг — 3 січня 1682 року, Уппсала) — шведський історик і археолог XVII століття, публікував вперше саги і словник древньоскандинавської мови і вважається засновником «гіперборейської школи» (Hyperboreiska skolan), що породила шведський готицизм (Gothicismus).

## Біографія
Народився у 1618 р. Рагуілдсторпі, в Лінчепінгській єпархії; виховувався в Лінчепінзі, Дерпті і Уппсалі. В останній став навчати в приватних будинках; у 1648 році з двома вихованцями поїхав в трирічну подорож по Європі. Повернувшись в 1651 році, отримав через рік в Дерптському університеті кафедру красномовства, але обіймав її недовго, і в 1653 році визначився квестором (скарбником) в Уппсальський університет; у 1662 році став професором шведських старожитностей в Стокгольмі; в 1666 році — королівським антикварієм і засідателем колегії старожитностей; в 1679 році — бібліотекарем університету.
Дивував сучасників своїми великими знаннями про шведські старожитності; вони прославляли його, називаючи «ниткою Аріадни» в області археологічних старожитностей, а також батьком красномовства. Видавав знайдені ним давні рукописи за готські, насправді ісландські. Карамзін в 1-му томі «Історії держави Російської» писав, що «Олав, або Олоф Верелій, шведський професор, доводив, що гіпербореї мешкали в його вітчизні». В якості доказу скандинавського походження гіпербореїв він використовував саги.
Шеффер (Johannes Schefferus) завів з ним суперечку про місцезнаходження язичницького храму Уппсали; Верелій відповів твором «Notae in epistolam Joanni Schefferi de situ et vocabulo Upsalioe» (1681). Вченна суперечка переросла в судову тяжбу; винесений вирок заборонив читання Верелієвої книги під страхом штрафу в тисячу талерів.

## Твори
- Gautreks saga (Gothrici & Rolfi Westrogothiæ historia regum lingua antiqua Gothica conscripta; 1664);
- Herrauds och Bosa saga (Bósa saga ok Herrauðs; 1666);
- Hrólfs saga Gautrekssonar (1666);
- «Сага про Хервер» (Hervarar saga ok Heiðreks; 1672);
- Olai Vereli Manuductio compendiosa ad runographiam Scandicam antiquam (Uppsala, 1675);
- Manuductio ad runographiam (1675);
- Index linguæ veteris scytho-scandicæ sive gothicæ (розпочате у 1681 р. і опублікований посмертно в 1691);
- Gothorum extra patrium gestarum libri duo (1682);
- Epitomarum Historiæ Svio-Gothicæ libri quattuor (1682, опубліковано в 1730 і стало популярним за доброю латиною).